# DDOR Novi Sad
DDOR Novi Sad (code BELEX : DDNS) est une compagnie d'assurances serbe qui a son siège social à Novi Sad, dans la province de Voïvodine.
DDOR est un sigle pour Deoničko društvo za osiguranje i reosiguranje, « Société par actions d'assurance et de réassurance ». Depuis novembre 2012, la compagnie fait partie du groupe italien Unipol.

## Histoire
Après la Seconde Guerre mondiale, le gouvernement de la nouvelle république fédérative socialiste de Yougoslavie crée une société d'État nommée Agence nationale d'assurances et de réassurance (en serbe : Državni zavod za osiguranje i reosiguranje), qui, en 1947, devint l'Agence nationale d'assurances (Državni osiguravajući zavod, DOZ). Deux bureaux de cette agence ouvrent leurs portes à Novi Sad en 1950.
En 1961, l'activité du DOZ est suspendue, mais la municipalité de Novi Sad décide de créer une nouvelle agence, l'OZ Novi Sad, « l'Agence d'assurances Novi Sad », considérée comme l'héritière légale de l'ancien DOZ. En 1968, est également créée une nouvelle compagnie d'assurances, l'OZ Vojvodina, « l'Agence d'assurances Voïvodine ».
En 1971, l'OZ Novi Sad adopte un logo qui est encore celui de DDOR Novi Sad, deux mains stylisées protégeant une maison. En avril 1981, les deux agences fusionnent pour former une nouvelle compagnie nommée Union d'assurances des biens et des personnes Novi Sad (Zajednica osiguranja imovine i lica Novi Sad, ZOIL). La même année est créée une autre compagnie nommée Vojvodina-Re, spécialisée dans la réassurance, et qui fusionne avec la ZOIL. La compagnie DDOR Novi Sad, issue de cette fusion, fut officiellement créée sous ce nom le 25 juin 1990. Le 1er juillet 2004, DDOR Novi Sad devient la première compagnie d'assurances et de réassurance à fonctionner comme une société par actions dans l'ex-Yougoslavie.
La compagnie a été admise au libre marché de la Bourse de Belgrade le 26 juillet 2004 et à son marché non réglementé le 11 février 2008. EN 2007, la compagnie d'assurances italienne Fondiaria Sai rachète 83,3% des parts de DDOR Novi Sad. Depuis 2020, DDOR Novi Sad est la 4e plus grande compagnie d'assurances en Serbie, derrière Dunav Osiguranje, Generali Srbija, et Vienna Insurance Group.

## Activités
DDOR Novi Sad propose toutes sortes d'assurances pour les personnes et les biens, assurance-vie, complémentaire d'assurance-santé, assurance-accident, assurance des véhicules, assurance-voyage, assurances contre le vol ou les incendies etc. ; elle propose également aux agriculteurs des assurances pour les récoltes et le bétail, ou encore des assurances pour les transporteurs et les marchandises transportées, notamment les produits dangereux.

## Données boursières
Le 24 juin 2013, l'action de DDOR Novi Sad valait 9 000 RSD (78,66 EUR). Elle a connu son cours le plus élevé, soit 10 500 RSD (91,80 EUR), le 24 novembre 2008 et son cours le plus bas, soit 8 250 RSD (72,13 EUR), le 24 avril 2008.
Le capital de DDOR Novi Sad est détenu à 100 % par le groupe italien Fondiaria Sai.